# بوابة فاطمة
بوابة فاطمة والمعروفة أيضا باسم معبر السياج الجيد هي معبر حدودي سابق بين لبنان وإسرائيل. على الجانب اللبناني فهي قريبة من قرية كفركلا وعلى الجانب الإسرائيلي فهي تقع غرب المطلة. أغلق المعبر منذ انسحاب إسرائيل من لبنان في نهاية الصراع في جنوب لبنان (1982-2000) ومنذ صيف العام 2000 كان موقع العديد من المظاهرات المناهضة لإسرائيل وإلقاء الحجارة عبر الحدود من لبنان إلى إسرائيل.